# マンスール・イサエフ
マンスール・イサエフ（ロシア語: Мансур Исаев、ラテン語: Mansur Isaev、1986年9月23日 - ）は、ロシアのダゲスタン共和国・キジリュルト出身の柔道家。

## 来歴
柔道は8歳の時に始めた。ダゲスタン国立大学経済学部を卒業。2006年以降、ウラジーミル・プーチン大統領が名誉会長を務めるヤワラ・ネヴァ柔道クラブに所属している。
2009年の世界選手権では3位となった。2012年7月のロンドンオリンピックでは決勝で日本の中矢力と対戦し有効で破って金メダルを獲得した。

## 主な戦績
- 2007年 - ロシア国際 5位(66kg級)
- 2008年 - オランダ国際 優勝
- 2008年 - U23ヨーロッパ選手権大会 優勝
- 2009年 - グランドスラム・パリ 5位
- 2009年 - グランプリ・ハンブルク 優勝
- 2009年 - ヨーロッパ選手権 5位
- 2009年 - グランドスラム・モスクワ 3位
- 2009年 - グランドスラム・リオデジャネイロ 3位
- 2009年 - 世界選手権 3位
- 2009年 - ワールドカップ・アピア 3位
- 2010年 - ワールドマスターズ 3位
- 2010年 - ワールドカップ・サンパウロ 2位
- 2010年 - 世界選手権 5位
- 2010年 - グランプリ・アブダビ 優勝
- 2010年 - グランプリ・青島 3位
- 2011年 - ワールドマスターズ 2位
- 2011年 - 世界選手権 7位
- 2011年 - グランプリ・アムステルダム 2位
- 2011年 - グランドスラム・東京 2位
- 2012年 - ワールドマスターズ 3位
- 2012年 - ヨーロッパ選手権 7位
- 2012年 - ワールドカップ・リスボン 優勝
- 2012年 - ロンドンオリンピック 優勝
- 2013年 - パンナムオープン・ブエノスアイレス 5位
- 2013年 - グランプリ・アブダビ 2位